# 細居幸次郎
細居 幸次郎（ほそい こうじろう、1978年 - ）は、日本の写真家。大阪府出身。フリーで活動中。

## 略歴
2002年丸谷嘉長に師事し、2007年に独立。写真集、雑誌、広告を中心に活動中。
乃木坂46をデビュー当初から撮り続け、ライブにもよく行っている。乃木坂46について「家が近いとその子のこと好きになるじゃないですか。なんかずっと一緒にいるなあって。乃木坂46ってそんな感じです。」「元々アイドルになる方たちなんて可愛いに決まってるんだから、それを僕たちはちょっと可愛くしてあげるだけ。可愛くしすぎたらいけない。遠くに行っちゃうから」と語っている。
櫻坂46のキャプテン・菅井友香は「一番自然な表情を撮ってくれる」という理由で、卒業写真集のカメラマンとしてデビュー当時から関わりの深い細居を自ら指名している。
日向坂46の齊藤京子は、「すごくおもしろい方で撮影が始まる前のヘアメイクをしている準備の段階からたくさん笑わせていただきました!! 本当におもしろくて優しくて素晴らしい方でまたぜひ細居さんに撮っていただきたい!と思いました!!」と語っている。

## 作品

### 写真集
- 逢沢りな「Rina」（2009年7月25日、ワニブックス）ISBN 978-4847041846
- 矢島舞美「矢島舞美写真館 2008-2010」（2010年6月5日、ワニブックス）ISBN 978-4847042850
- 花澤香菜「KANA」（2011年12月14日、東京ニュース通信社）ISBN 978-4863361898
- 志田未来「未来〜小さいですけど、何か?〜」（2012年3月28日、東京ニュース通信社）ISBN 978-4863362130
- 田中れいな「きら☆きら」（2012年5月9日、キッズネット）ISBN 978-4048954488
- 川島海荷「うみコレ。 ～川島海荷 actress collection～」（2012年9月27日、東京ニュース通信社）ISBN 978-4863362659
- 増井みお「30(mio)Pocket」（2013年4月1日、東京ニュース通信社）ISBN 978-4863363144
- 根岸愛「Nobody Knows」（2013年4月1日、東京ニュース通信社）ISBN 978-4863363137
- 東京女子流「永遠」（2013年6月15日、エムオン・エンタテインメント）ISBN 978-4789735759
- 永瀬匡「匡」（2013年8月8日、東京ニュース通信社）ISBN 978-4863363335
- 瀧本美織「いっしょに走ろっ!!」（2013年8月10日、角川メディアハウス）ISBN 978-4048949408
- 奥仲麻琴「good bye my life」（2014年2月14日、東京ニュース通信社）ISBN 978-4863363809
- 根岸愛「Luv for all」（2014年2月14日、東京ニュース通信社）ISBN 978-4863363793
- 北山詩織「しーさん。」（2014年3月25日、ワニブックス）ISBN 978-4847046384
- 土屋太鳳「DOCUMENT」（2015年2月3日、東京ニュース通信社）ISBN 978-4863364561
- 市川由衣「YUI」（2015年2月27日、ワニブックス）ISBN 978-4847047251
- 石田佳蓮「Charmant」（2015年8月25日、ワニブックス）ISBN 978-4847047817
- 森保まどか「森のモノローグ」（2015年9月30日、集英社）ISBN 978-4087807691
- 生田絵梨花 「転調」（2016年1月21日、集英社）ISBN 978-4087807783
- 指原莉乃「スキャンダル中毒」（2016年3月22日、講談社）ISBN 978-4063899528
- 深川麻衣「ずっと、そばにいたい」（2016年6月9日、幻冬舎）ISBN 978-4344029514
- 佐野ひなこ「ひなこ、水着、3ねんぶん」（2016年7月22日、講談社）ISBN 978-4063649949
- 乃木坂46「1時間遅れのI love you.」（2016年8月5日、主婦と生活社）ISBN 978-4391149302
- 星名美怜「MIREITOPIA」（2016年11月2日、集英社）ISBN 978-4087808018
- 佐藤麗奈「RENA18」（2016年11月9日、双葉社）ISBN 978-4575311945
- 齋藤飛鳥「潮騒」（2017年1月25日、幻冬舎）ISBN 978-4344030534
- 浜辺美波「voyage」（2017年8月29日、KADOKAWA）ISBN 978-4048959971
- 長濱ねる「ここから」（2017年12月19日、講談社）ISBN 978-4063528657
- 北原里英「そして」（2018年1月17日、ワニブックス）ISBN 978-4847049859
- 斉藤朱夏「裸足。」（2018年8月16日、東京ニュース通信社）ISBN 978-4863368088
- 渡邉幸愛「koume」（2018年11月20日、KADOKAWA）ISBN 978-4048964258
- 山田杏奈「PLANET NINE」（2019年1月8日、東京ニュース通信社）ISBN 978-4863368729
- 渡邉美穂「陽だまり」（2019年1月17日、幻冬舎）ISBN 978-4344033993
- 伊織もえ「ぼくともえ。」（2019年1月24日、講談社）ISBN 978-4065147832
- 久保ユリカ「ディア」（2019年6月24日、東京ニュース通信社）ISBN 978-4863369306
- 傳谷英里香「sol」（2019年10月2日、集英社）ISBN 978-4087808858
- 来栖りん「Lakka」（2019年11月14日、集英社）ISBN 978-4087808902
- 長月翠「意外性」（2020年5月20日、集英社）ISBN 978-4087900125
- 井桁弘恵「my girl」（2020年12月19日、東京ニュース通信社）ISBN 978-4087900125
- 中島由貴「スケッチブック」（2021年2月2日、主婦の友社）ISBN 978-4867011829
- 石田桃香「MOMOKA」（2021年2月12日、講談社）ISBN 978-4065225424
- 頓知気さきな「ときめきヒロイン」（2021年4月21日、集英社）ISBN 978-4087900330
- 田中美久「1/2少女」（2021年9月13日、双葉社）ISBN 978-4575316483
- 前島亜美「白群」（2021年11月24日、小学館）ISBN 978-4096823286
- 大和田南那「private」（2021年11月30日、光文社）ISBN 978-4334902797
- 小栗有以「君と出逢った日から」（2022年1月18日、小学館）ISBN 978-4096823729
- 吉田莉桜「青とハチミツ」（2022年2月18日、秋田書店）ISBN 978-4253011136
- 河田陽菜「思い出の順番」（2022年3月1日、講談社）ISBN 978-4065274057
- 小宮山莉渚「少女果実」（2022年3月29日、東京ニュース通信社）ISBN 978-4867014158
- なえなの「なえとなえなの」（2022年4月4日、講談社）ISBN 978-4065262610
- 峰島こまき「ふるさと」（2022年10月17日、扶桑社）ISBN 978-4594092726
- 菅井友香「大切なもの」（2022年11月8日、集英社）ISBN 978-4087900903
- 櫻井音乃「Fanfare」（2022年11月9日、集英社）ISBN 978-4087900965
- 千葉恵里「エリンギ」（2023年1月16日、玄光社）
- 椿野ゆうこ「椿の色」（2023年2月14日、KADOKAWA）
- 沖侑果「遊泳禁止」（2023年4月25日、玄光社）
- 久保史緒里「交差点」（2023年7月11日、集英社）
- 齊藤なぎさ「なぎさ」（2023年7月13日、宝島社）ISBN 978-4299044174
- 中山莉子「中山莉子の2nd写真集。」（2023年10月27日、KADOKAWA）ISBN 978-4048976244
- 高雄さやか「君だけのもの」（2023年11月15日、スクウェア・エニックス）
- 加藤小夏「二日月」（2024年2月2日、東京ニュース通信社）ISBN 978-4867017494
- 小倉唯「ゆいたび」（2024年2月7日、講談社）
- 尾木波菜「おぎはな」（2024年5月8日、集英社）ISBN 978-4-08-790164-1

### CDジャケット
- 乃木坂46「走れ!Bicycle」[5]

### 宣材写真
- 戸田恵梨香[6]